# Polsko-sovětské přátelství

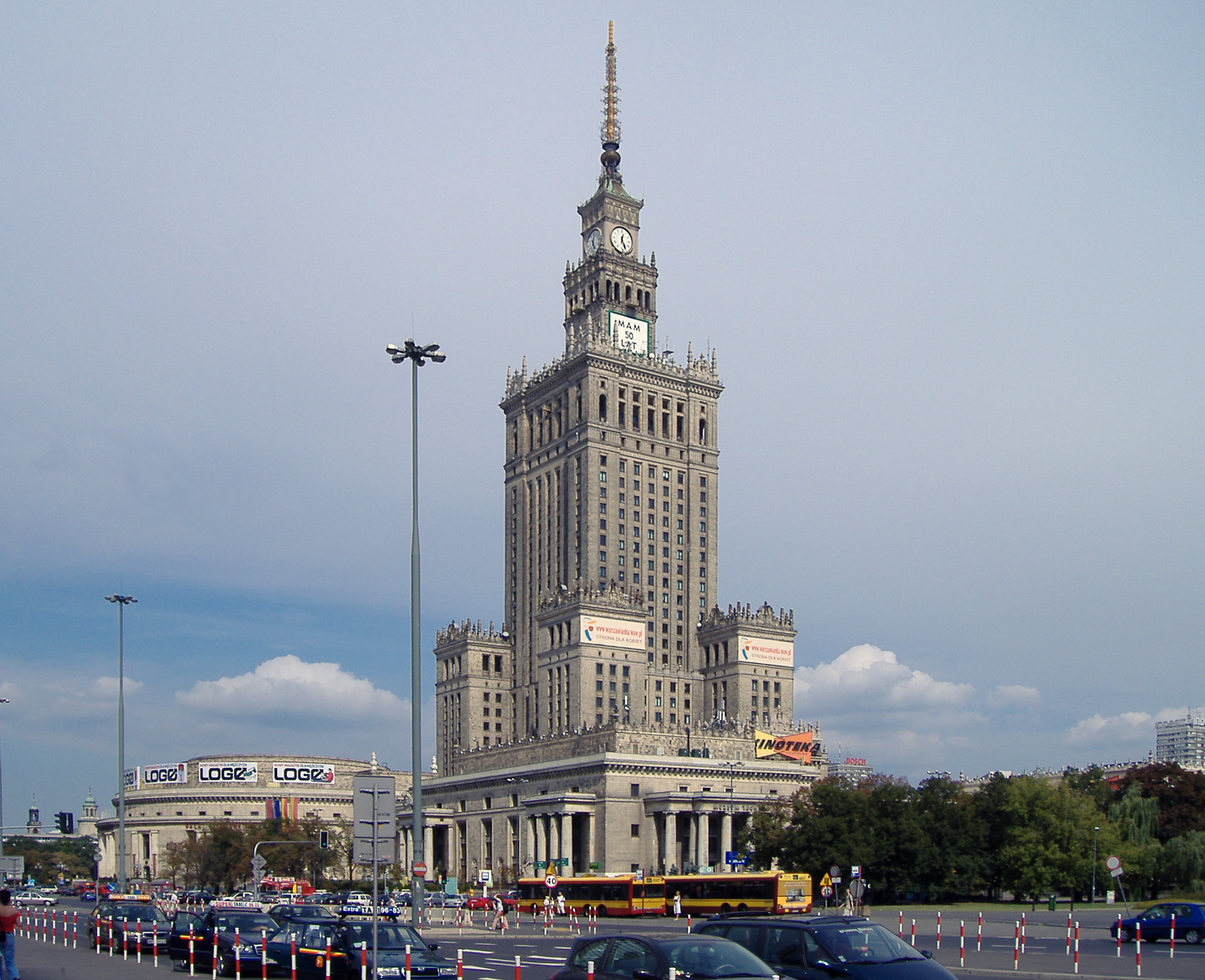
Palác kultury ve Varšavě je jedním ze symbolů dob, kdy bylo Polsko-sovětské přátelství oficiální. Dnes je chráněnou památkou a připomínkou 50. let 20. století

Polsko-sovětské přátelství byl v dobách komunistického režimu termín, jenž měl vykreslovat spolupráci a jednotu lidu Polska a Sovětského svazu.
Zatímco Československo-sovětské přátelství stálo spíše na ideálech panslavismu, hlavním společným bodem pozitivního vztahu mezi Poláky a lidem SSSR měla být hlavně spolupráce obou zemí v bojích druhé světové války. Vznikly dokonce i celé televizní seriály s touto tematikou, jako například Čtyři z tanku a pes. Na rozdíl od Československa byl SSSR vnímán v Polsku mnohem hůře, a to vzhledem k faktu, že země byla v meziválečném období Rudou armádou napadena a také část jí byla po druhé světové válce právě a natrvalo připojena k Sovětskému svazu.
Právě díky chladným vztahům mezi Polskem a dnešním Ruskem je na polsko-sovětské přátelství, které bylo za socialistických dob hlavně formální a veřejností nepodporované, pohlíženo některými kruhy stejně negativně jako na nacistickou okupaci.